# Ermita de Santa Bàrbara (Cortes d'Arenós)
L'ermita de Santa Bàrbara, localitzada prop del cementiri del municipi de Cortes d'Arenós, a uns 500 metres al nord del municipi, a la part alta d'un pujol, a la comarca de l'Alt Millars és un lloc de culte catalogat com Bé de rellevància local, segons la Disposició Addicional Cinquena de la Llei 5/2007, de 9 de febrer, de la Generalitat Valenciana, de modificació de la Llei 4/1998, d'11 de juny, del Patrimoni Cultural Valencià (DOCV Núm. 5.449 / 13/02/2007), amb codi identificatiu: 12.08.048-003.
Data del segle xvi i a partir d'aquest moment se li han realitzat diverses intervencions i restauracions com la parcial de la dècada de 1970, no obstant això des de l'any 2012 està previst iniciar una nova fase de restauració integral, sobretot a causa dels problemes que provoca la inestabilitat del terreny, que és bastant movedís.
L'ermita té els seus fonaments sobre les roques de l'alt del pujol en la qual se situa. Presenta planta rectangular amb la sagristia, en el costat esquerre, sobresortint als peus del temple. De fàbrica de paderat, amb reforços en les cantonades de carreus, presenta a banda i banda de la porta d'accés un porxo, de reduïdes dimensions, sorgeix de l'allargament (amb bigues de fusta) de la techumbre (que és a dues aigües i acabada en teules), que es recolza en dues sengles murs laterals que ho serren pels dos costats. El porxo s'estén més enllà de l'entrada, aquesta vegada descobert, delimitat per dos murs (no paral·lels) de menor altura que els primers i que estableixen una zona delimitada per a l'accés al temple, que es veuen complementats per uns graons per salvar els desnivells del terreny.
Destaca la porta d'accés al temple per estar envoltada d'un arc de mig punt format per dovelles irregulars, i a banda i banda de la porta s'estén un baix banc de pedra.
Sobre la porta hi ha una petita fornícula en la qual se situa una imatge de la santa titular, Santa Bàrbara.
Malgrat que la festivitat oficial de l'Església per a Santa Bàrbara és el 4 de desembre, a Cortes d'Arenós celebren la festivitat per als dies posteriors al 15 d'agost.